# Aeroportul Willows-Glenn County
Aeroportul Willows-Glenn County (IATA: WLW, ICAO: KWLW, FAA LID: WLW) este un aeroport din California, Statele Unite ale Americii ce deservește zona Willows⁠(d). A fost numit după zona deservită.
Situat la o altitudine de 43 m, aeroportul dispune de 2 piste.

## Infrastructură

### Piste
Aeroportul dispune de 2 piste. Pista 13/31 are suprafața de asfalt și dimensiunile 3.788 picioare × 60 picioare. Pista 16/34 are suprafața de asfalt și dimensiunile 4.125 picioare × 100 picioare. 